# Economie van Nigeria
De economie van Nigeria is sterk afhankelijk van de productie van olie. Nigeria heeft een geschiedenis waarin de ene crisis de andere opvolgt. In 1960 verklaarde het zichzelf onafhankelijk van het Verenigd Koninkrijk. Het bestuur van Nigeria is lange tijd in handen geweest van verschillende militaire leiders, maar sinds 1999 is er een democratisch regime. In het land is corruptie een groot probleem. 

## Algemeen
|                                           | 2002   | 2003   | 2004   | 2005   | 2006   |
| ----------------------------------------- | ------ | ------ | ------ | ------ | ------ |
| BBP (US$ mrd)                             | 46,7   | 58,3   | 72,1   | 91,3   | 116,4  |
| Reële groei BBP (%)                       | 3,8    | 10,4   | 6,4    | 6,2    | 5,6    |
| Inflatie (%)                              | 13,0   | 14,1   | 15,0   | 17,9   | 8,7    |
| Bevolking (mln)                           | 129,9  | 133,2  | 136,5  | 139,8  | 144,0  |
| Inkomen per hoofd (US$)                   | 360    | 438    | 528    | 653    | 808    |
| Totale buitenlandse schuld (US$ bn)       | 30,5   | 35,0   | 35,9   | 22,3   | 5,8    |
| Wisselkoers (N:US$)                       | 120,58 | 129,22 | 132,89 | 131,27 | 127,38 |
| Tabel 1: economische kerngegevens Nigeria |        |        |        |        |        |

Een groot en belangrijk onderdeel van Nigeria is de Nigerdelta, een gebied rijk aan vruchtbare grond en bodemschatten zoals olie, gas, kolen, tin, ijzer en zink. Shell is al jarenlang de belangrijkste olieproducent in Nigeria.
Nigeria is sterk afhankelijk van zijn olieproductie. Voor de olievondsten was Nigeria een netto voedselexporteur dankzij de rijkelijk aanwezige vruchtbare grond, maar de landbouw en andere sectoren buiten de oliewinning zijn steeds meer achterop geraakt. Andere mogelijkheden voor mijnbouw (zink, tin, ijzer etc) worden nauwelijks benut. Door jarenlange leiding door een niet adequate overheid heeft Nigeria nauwelijks infrastructuur en een ondermaats onderwijssysteem.
Corruptie is een belangrijk probleem. Sinds 2012 is de positie van Nigeria op de Corruptieperceptie-index (CPI) nauwelijks verbeterd. In 2023 stond het op de 140ste plaats van de 180 landen die in de index zijn opgenomen.

## Beroepsbevolking
De beroepsbevolking van Nigeria telt 113 miljoen mensen in 2024, alle mensen die ouder zijn dan 15 jaar en werk hebben of werk zoeken zijn hier inbegrepen. Daarvan was naar schatting 3% werkloos. 70% werkt in de landbouw, 10% in de industrie en 20% in de diensten- en/of vluchtsector. De bevolking is laagopgeleid door een slecht functionerend onderwijssysteem. Iets meer dan een derde deel van de bevolking kan niet lezen of schrijven, analfabetisme bij vrouwen ligt 10%-punt boven dit gemiddelde en voor mannen ligt het er 10%-punt onder.

## Ontwikkeling en armoede
Het inkomen per hoofd is vergelijkbaar met dat van andere onderontwikkelde landen, ondanks de inkomsten uit de oliewinning. In 2024 was dit iets meer dan US$ 800 per hoofd van de bevolking. Dit was iets lager dan in 1980, maar de schommelingen zijn groot en in 2014 lag de piek op iets meer dan US$ 3000. Deelname aan het basisonderwijs is ook vergelijkbaar. In 2020 was de levensverwachting bij geboorte 53 jaar, een lichte verbetering ten opzichte van 1990 toen het nog 45,7 jaar was. Op het gebied van toegang tot schoon drinkwater blijft Nigeria achter, ondanks dat er veel water aanwezig is.

## Internationale samenwerking
| Export 2005 (52,691 US$)          | % totaal |  | Import 2005 (25,378 mln US$)  | %totaal  |
| --------------------------------- | -------- |  | ----------------------------- | -------- |
| Olie                              | 88,6     |  | Industrieproducten            | 27,1     |
| Gas (LNG)                         | 9,8      |  | Chemicaliën                   | 20,4     |
|                                   |          |  | Machines en transportmiddelen | 18,5     |
|                                   |          |  |                               |          |
| Bestemmingen                      | % totaal |  | Herkomsten                    | % totaal |
| VS                                | 54,0     |  | China                         | 10,5     |
| Brazilië                          | 10,4     |  | VS                            | 7,4      |
| Spanje                            | 8,3      |  | VK                            | 6,9      |
| Frankrijk                         | 3,2      |  | Nederland                     | 6,2      |
|                                   |          |  | Frankrijk                     | 5,9      |
|                                   |          |  | Brazilië                      | 4,3      |
|                                   |          |  | Duitsland                     | 4,2      |
| Tabel 2: import en export in 2005 |          |  |                               |          |

Nigeria neemt onder andere deel aan de volgende aantal samenwerkingsverbanden:
| - Kyoto - ACP - OPEC - IMF - ECOWAS |  | - WHO - WTO - VN - UNCTAD - G24 |

- Ecowas is een organisatie die streeft naar samenwerking van een aantal Afrikaanse landen. Zij streven naar een gemeenschappelijke munt. Ze hebben vorderingen gemaakt met het invoeren van een gemeenschappelijk paspoort. Verder hebben ze toegezegd elkaar te helpen op het gebied van defensie.
- De ACP-overeenkomst is een initiatief van Europa. Zij hebben een overeenkomst getekend met een aantal onderontwikkelde landen. Doel van deze overeenkomst is het terugdringen van armoede door het bevorderen van ontwikkeling in deze landen en hun toegang bieden tot de wereldeconomie. De EU heeft de ACP-landen de afgelopen eenzijdig handelsvoordelen gegeven en hen financieel ondersteund door middel van ontwikkelingsprojecten. Vanaf 2008 komen alle handelsbarrières tussen de ACP-landen en de EU te vervallen.
- De G77 zijn een los samenwerkingsverband tussen ontwikkelingslanden. Deze heeft als doel om bij met name de Verenigde Naties meer één stem te laten horen om zo meer macht te krijgen. De G24 is een deel van deze groep dat hun belangen beschermt in hun contacten met het IMF en de Wereldbank.
- De deelname aan de OPEC-landen heeft een behoorlijke invloed op de economie in het land. Ten eerste moet Nigeria zich houden aan de exportquota die zijn opgelegd door de OPEC. Verder is vereist in de OPEC dat de overheid een meerderheidsbelang heeft in de oliewinning. Daarom moeten oliemaatschappijen die olie willen winnen een joint venture aangaan met de overheid. Nigeria heeft altijd een meerderheidsbelang in deze joint ventures. Het dagelijks bestuur is in handen van de oliemaatschappijen.

## Economische structuur
| Herkomst BBP 2005                   | % totaal |  | Bestemming BBP 2005         | % totaal |
| ----------------------------------- | -------- |  | --------------------------- | -------- |
| Landbouw                            | 38,6     |  | Privéconsumptie             | 61,9     |
| Veeteelt                            | 2,6      |  | Overheidsconsumptie         | 15,1     |
| Olie en gas                         | 24,3     |  | Investeringen               | 16,0     |
| Industrie                           | 3,8      |  | Export goederen en diensten | 33,3     |
| Handel                              | 13,6     |  | Import goederen en diensten | -26,3    |
| Bank en verzekeringen               | 4,0      |  |                             |          |
| Tabel 3: herkomst en bestemming BBP |          |  |                             |          |

Zoals hiernaast te zien speelt olie een belangrijke rol in de economie van Nigeria. Nederland wordt genoemd als belangrijke handelspartner voor de import. Dit kan verklaard worden door de invloed van Shell. Deze importeert hoogwaardige machines om olie te kunnen winnen. Daarmee wordt zowel de export als de import sterk gedomineerd door de oliewinning. Verder zijn de Verenigde Staten van Amerika de belangrijkste exportpartner van Nigeria.
In de herkomst van het bbp speelt de landbouw een grote rol. Bij de cijfers uitgesplitst naar herkomst en bestemmingen van het bbp is te zien dat de toegevoegde waarde van de oliesector beduidend minder is dan de exportwaarde. Slechts een deel van de exportopbrengsten komt dus ten goede aan Nigeria.

## Energievoorziening

### Oliewinning
Oliewinning in Nigeria gaat altijd door middel van joint ventures met de overheid. De grootste joint venture in Nigeria is de Shell Petroleum Development Company of Nigeria Limited (SPDC) en is verantwoordelijk voor 40% van de olieproductie in Nigeria. Shell had een belang van 30% in deze joint venture. Daarnaast heeft Shell concessies in een aantal kleinere maatschappijen en joint ventures. Begin 2024 sloot Shell een overeenkomst om de oliebezittingen op het vasteland van Nigeria aan een consortium van voornamelijk lokale bedrijven te verkopen voor bijna € 1,2 miljard. Het betrof de activiteiten van SPDC. Op zee voor de Nigeriaanse kust blijft Shell wel actief.
De aanwezigheid van Shell is niet zonder kritiek geweest. Shell is beschuldigd van het meewerken aan corruptie en het vervuilen van het milieu. In 2004 heeft Shell toegegeven dat hun manier van zakendoen corruptie heeft gestimuleerd. In 2015 werd bekend dat Shell een schadevergoeding van € 70 miljoen aan het dorp Bodo, in de buurt van Port Harcourt, zou betalen voor geleden milieuschade, die het in 2008 had geleden. Het leidingwater was verontreinigd en vissen was in de omgeving niet meer mogelijk.

### Elektriciteit
De elektriciteitsvoorziening in Nigeria is in 2014 geprivatiseerd. In 2020 zorgden zes bedrijven voor de opwekking en elf bedrijven voor de distributie. Het transmissienetwerk is in handen van de Nigeriaanse overheid.
In 2016 produceerde Nigeria 240 miljoen ton olie-equivalent (Mtoe). (1 Mtoe = 11,63 TWh, miljard kilowattuur.) De energiebronnen waren olie en gas 52% en biobrandstof en afval 48%. Dat was veel meer dan nodig voor de energievoorziening, het TPES (total primary energy supply): 150 Mtoe. Van de energie ging ongeveer 20 Mtoe verloren bij elektriciteitsopwekking en andere conversie in de energie industrie. Voor eindgebruikers resteerde 128 Mtoe waarvan 105 Mtoe biobrandstof. Het land exporteerde 88 Mtoe fossiele brandstof meer dan het importeerde. 
De uitstoot van kooldioxide was 86 megaton, dat is 0,5 ton per persoon, veel minder dan het wereldgemiddelde 4,4 ton per persoon.

## Economisch beleid
De laatste jaren heeft Nigeria mede onder druk van het Internationaal Monetair Fonds (IMF) stappen genomen om de economie te hervormen. De hervormingen zijn naar het model van het IMF zoals vormgegeven in het PRGF (Poverty Reduction and Growth Facility for fiscal and monetary management). Hiertoe werd het NEEDS (National Economic Empowerment Development Strategy) programma opgezet.
De voornaamste punten hierin zijn:
- Het dereguleren en liberaliseren van de markt
- Het moderniseren van het bancaire systeem
- Privatiseren van inefficiënte overheidsinstellingen
- Het matigen van lonen
- Regionale onrusten in verband met oliewinning oplossen
- Het tegengaan van corruptie
- Het stimuleren van export buiten de olie-industrie
- Het verminderen van buitenlandse schuld
- Geleidelijk liberaliseren van importen en harmoniseren van tarieven met ECOWAS.
- Vereenvoudigen van kredietverlening aan de privésector. Onder andere door garant te staan voor kleine en middelgrote bedrijven.

## Wisselkoers en monetair beleid
De centrale bank heeft het beleid de laatste jaren herzien. Het streeft nu naar een stabiele wisselkoers en een koers die niet overgewaardeerd is. Verder willen ze door stabiliteit te garanderen een lagere rente bewerkstelligen. Momenteel is de rente nog zeer hoog. De inflatie willen ze onder meer beteugelen door de hoge looneisen te beperken. Verder worden de schulden geherstructureerd. Momenteel is een te groot deel van de buitenlandse schulden kortlopend. Nigeria streeft ernaar om deze om te zetten naar langlopende schulden om zo een evenwichtiger portfolio van schulden op te bouwen. Daarnaast wordt ook het bancaire systeem geherstructureerd. Met name de centrale bank speelt hier een belangrijke rol. Deze moet meer stabiliteit gaan waarborgen.

## Schuldsanering
Na het tekenen van een overeenkomst met het IMF in 2000, kreeg Nigeria een voorstel tot schuldsanering van de Club van Parijs. Nigeria kon niet voldoen aan de verplichtingen die bij het voorstel hoorden en trok zich in 2002 terug uit de overeenkomst. Daarmee was de schuldsanering ook van de baan. Na drie jaar, in 2005, kreeg Nigeria alsnog een goedkeuring voor kwijtschelding van schulden. Zij moesten eenmalig US$ 12 miljard afbetalen en zij ontvingen een kwijtschelding van US$ 18 miljard. In totaal is de schuld daarmee met US$ 30 miljard verminderd en is de buitenlandse schuld van Nigeria nagenoeg verdwenen. In Nederland was een Kamermeerderheid tegen de schuldsanering omdat ze van mening waren dat er te weinig gedaan was aan de bestrijding van corruptie.

## Betalingsbalans
| Betalingsbalans 1985-2005 (US$ mln) | 1985    | 1995    | 2005    |
| ----------------------------------- | ------- | ------- | ------- |
| Export goederen en diensten         | 13.032  | 11.869  | 54.715  |
| Import goederen en diensten         | −10.070 | −11.278 | −33.616 |
| Handelsbalans                       | 2.962   | 591     | 21.099  |
| Primaire inkomens                   | −2.919  | −2.221  | −12.050 |
| Inkomensoverdrachten (netto)        | -       | 733     | 3.399   |
| Lopende rekening                    | −214    | −897    | 12.447  |
| Kapitaal rekening                   | 910     | 1.296   | −1.123  |
| Mutatie officiële reserves          | −696    | −399    | −11.324 |
| Memo: reserves (inclusief goud)     | 1.892   | 1.709   | 28.632  |
| Tabel 4: betalingsbalans            |         |         |         |

Hiernaast de ontwikkeling van de betalingsbalans van Nigeria van 1985 tot 2005. In de meest recente periode heeft Nigeria forse overschotten op de handelsbalans als gevolg van de olie-export. Deels worden deze overschotten op de handelsbalans tenietgedaan door grote en groeiende overdrachten van inkomens aan buitenlanders. Een mogelijke verklaring hiervoor is dat er in de loop van de jaren veel geïnvesteerd is door buitenlanders in Nigeria. Dit leidt op korte termijn tot overschotten op de kapitaalrekening als zij investeren in Nigeria. Later als de winsten op deze investeringen worden uitgekeerd aan deze buitenlanders dan leidt dat tot een negatief saldo op de overdrachten van primaire inkomens.
Een negatief saldo bij de mutatie officiële reserves duidt op het vergroten van de voorraad vreemde valuta en edelmetalen. Er worden dollars gekocht. Dit kan een beleid zijn om de wisselkoers te drukken en op deze manier de export van goederen te bevorderen.

## Milieuproblemen
Nigeria kampt met omvangrijke milieuproblemen als gevolg van de oliewinning. Het gaat met name om olielekkages en het verbranden van gas. Lekkages van olie worden veroorzaakt door aanslagen van rebellen, diefstal en slecht onderhoud. Hierdoor komt ruwe olie in de natuur terecht. Delen van het mangrovebos zijn hierdoor verwoest. Verder zijn olielekkages een bedreiging voor het drinkwater.
Het tweede grote probleem is het verbranden van gas. Bij het winnen van olie komt vaak aardgas vrij. De goedkoopste oplossing is dit gas te verbanden. Maar dit heeft grote nadelen. Ten eerste levert het lokale problemen op voor de luchtkwaliteit, wat problemen oplevert voor de gezondheid van de bevolking. Ten tweede komen er door het verbranden van dit gas broeikasgassen vrij. De uitstoot door Nigeria is enorm. De hoeveelheid verbrand gas is net zo groot als een kwart van het totale gebruik van Groot-Brittannië. Alternatieven voor het gas zijn ondergrondse opslag of bewerken tot vloeibaar gas dat gebruikt of verkocht kan worden. In Europese landen is het verboden om gas te verbranden bij het winnen van olie. Nigeria is wel deelnemer aan het Kyoto-verdrag. Dit kan een stimulans zijn tot vermindering van de uitstoot.

## Rebellen
Een risico voor de stabiliteit van het bestuur en de economie zijn de rebellen. De huidige regering heeft bezuinigd op de binnenlandse politiemacht. Hierdoor hebben de rebellen nu meer invloed in delen van Nigeria. Ook voor de oliewinning zijn de rebellen een risico. Onderdeel van de economische hervormingen is dan ook het oplossen van de regionale onlusten om de oliewinsten veilig te stellen.

## Conclusie
Nigeria is een land met vele natuurlijke hulpbronnen. Zowel voor de mijnbouw als voor de landbouw. Toch is er in het land grote armoede. Een groot probleem is het zwakke bestuur en de corruptie. Hierdoor komen de randvoorwaarden voor economische groei niet goed van de grond. Ook de onlusten onder de bevolking vormen een risico voor de stabiliteit van het bestuur. De regering heeft nu wel een hervormingsprogramma opgesteld (NEEDS) en de economie groeit. Helaas komen de opbrengsten daarvan niet voldoende ten goede aan de bevolking. Daarnaast zijn milieuproblemen een gevaar voor de natuur in het land en de gezondheid van de bevolking. Nigeria heeft plannen om deze problemen aan te pakken maar heeft moeite met de implementatie hiervan.
Algerije · Angola · Benin · Botswana · Burkina Faso · Burundi · Centraal-Afrikaanse Republiek · Comoren · Congo-Brazzaville · Congo-Kinshasa · Djibouti · Egypte · Equatoriaal-Guinea · Eritrea · Ethiopië · Gabon · Gambia · Ghana · Guinee · Guinee-Bissau · Ivoorkust · Kaapverdië · Kameroen · Kenia · Lesotho · Liberia · Libië · Madagaskar · Malawi · Mali · Mauritanië · Mauritius · Marokko · Mozambique · Namibië · Niger · Nigeria · Oeganda · Rwanda · Sao Tomé en Principe · Senegal · Seychellen · Sierra Leone · Somalië · Soedan · Swaziland · Tanzania · Tsjaad · Togo · Tunesië · Zambia · Zimbabwe · Zuid-Afrika · Zuid-Soedan
Overige gebieden: Mayotte · Réunion · Sint Helena · Westelijke Sahara